# Manfred Winter (Eisschnellläufer)
Manfred Winter (* 5. Juli 1954 in Reichenbach im Vogtland) ist ein ehemaliger deutscher Eisschnellläufer.

## Werdegang
Winter, der für den SC Karl-Marx-Stadt startete, nahm von 1970 bis 1978 an internationalen Wettbewerben teil und wurde im Jahr 1973 DDR-Juniorenmeister. In der Saison 1973/74 siegte er erstmals bei den DDR-Meisterschaften im Großen Vierkampf und gewann bei den Juniorenweltmeisterschaften 1974 in Cortina d’Ampezzo die Goldmedaille im Kleinen Vierkampf. In der folgenden Saison errang er bei den DDR-Meisterschaften 1975 den zweiten Platz und bei der Mehrkampfweltmeisterschaft 1975 in Oslo den 23. Platz im Großen Vierkampf. Zudem lief er bei der Mehrkampfeuropameisterschaft 1975 in Heerenveen auf den 13. Platz im Großen Vierkampf. Nachdem er zu Beginn der Saison 1975/76 in Chemnitz über 10.000 m erneut den Meistertitel bei DDR-Meisterschaften gewinnen konnte, belegte er bei der Mehrkampfeuropameisterschaft 1976 in Oslo den 13. Platz im Großen Vierkampf und im Februar 1976 bei seiner einzigen Teilnahme an Olympischen Winterspielen in Innsbruck den 18. Rang über 5000 m. Im folgenden Jahr erreichte er bei der Mehrkampfeuropameisterschaft in Larvik den 15. Platz im Großen Vierkampf.

## Erfolge

### Olympische Spiele
- 1976 Innsbruck: 18. Platz 5000 m

### Mehrkampf-Weltmeisterschaften
- 1975 Oslo: 23. Platz Großer Vierkampf

### Mehrkampf-Europameisterschaften
- 1975 Heerenveen: 13. Platz Großer Vierkampf
- 1976 Oslo: 13. Platz Großer Vierkampf
- 1977 Larvik: 15. Platz Großer Vierkampf

## Persönliche Bestzeiten
| Disziplin | Zeit         | Datum            | Ort      |
| --------- | ------------ | ---------------- | -------- |
| 500 m     | 39,75 s      | 4. November 1977 | Almaty   |
| 1000 m    | 1:22,20 min  | 25. Oktober 1975 | Chemnitz |
| 1500 m    | 1:59,40 min  | 5. November 1977 | Almaty   |
| 3000 m    | 4:17,30 min  | 29. Oktober 1977 | Chemnitz |
| 5000 m    | 6:57,80 min  | 4. November 1977 | Almaty   |
| 10.000 m  | 15:00,60 min | 6. Oktober 1976  | Almaty   |